# Mabel Dove
Mabel Ellen Dove (Acra, 1905 - 1984), fue una escritora, política y periodista ghanesa.

## Biografía
Hija de la empresaria Eva Buckman y el abogado Francis Dove.
Recibió la educación superior en Inglaterra, donde estudió secretariado. A su regreso en Freetown, encontró empleo como taquimecanógrafa con Elder Dempster durante ocho años. Fue pionera de la literatura de Ghana. Ella utiliza varios seudónimos como: Marjorie Mensah, al escribir para los periódicos en la década de 1930. 
 Contrajo matrimonio con Joseph Boakye Danquah.

## Libros
- 1931, Los acontecimientos de la noche.
- 1934, Las aventuras de la chica negra en su búsqueda por el Sr. Shaw.
- 1947, Anticipación.
- 1947, El velo rasgado.
- 1947, Pago.
- 1966, Cicatriz invisible.
- 1969, Evidencia de la pasión.